# Maskorama
Maskorama ist eine seit 2020 beim norwegischen Fernsehsender NRK1 live ausgestrahlte Fernsehshow. Die Show basiert auf dem südkoreanischen Format King of Mask Singer, das im deutschsprachigen Raum unter dem Namen The Masked Singer adaptiert wurde.

## Hintergrund und Ablauf
Im Oktober 2020 kündigte der norwegische Rundfunk Norsk rikskringkasting (NRK) an, ab November 2020 unter dem Namen Maskorama eine norwegische Version der südkoreanischen Show King of Mask Singer auszustrahlen. Das Showkonzept war zuvor bereits auch in anderen Ländern umgesetzt worden.
Pro Staffel treten acht Prominente an, die in Ganzkörperkostümen singen. Vor den Auftritten wird jeweils ein kurzes Video eingespielt, das Indizien auf die Identität des jeweiligen Sänger enthält. Nach jedem Auftritt wird das Rateteam befragt, die ihre Vermutung bezüglich der Identität des Teilnehmers äußern. Die Zuschauer dürfen abstimmen, welcher Teilnehmer gegen Ende der Episode seine Maske abnehmen und die Show verlassen muss. Im Finale treten schließlich noch drei Personen gegeneinander an. 
Die ersten beiden Staffeln wurden in der Arena X Meeting Point in der Kommune Lillestrøm aufgezeichnet. Aufgrund der COVID-19-Pandemie konnte meist nicht die volle Kapazität der Halle genutzt werden. Die beiden folgenden Staffeln wurden aus einem Studio mit 500 Livegästen gesendet. Mit der fünften Staffel kehrt man in die Arena der ersten beiden Staffeln zurück. Für die fünfte Staffel wurde zudem die Zahl der Teilnehmenden auf sieben reduziert und dem Rateteam die Option gegeben, in einer Folge die Demaskierung zu stoppen.
Das feste Panel des Rateteams bestand in den ersten drei Staffeln aus Jan Thomas, Marion Ravn und Nicolay Ramm. Silje Nordnes ist die Moderatorin der Show. Im Oktober 2023 wurde angekündigt, dass das Panel für die vierte Staffel aus Robert Stoltenberg, Tete Lidbom und Marion Ravn bestehen solle.

## Staffeln

### Staffel 1
Die erste Episode der ersten Staffel wurde am 7. November 2020 ausgestrahlt. Es moderierte Silje Nordnes, während Jan Thomas, Marion Ravn und Nicolay Ramm das Rateteam darstellten.
| Platz | Kostüm        | Person                   | Bekannt als                 | Aus in Folge | Quelle |
| ----- | ------------- | ------------------------ | --------------------------- | ------------ | ------ |
| 1     | Troll         | Ulrikke Brandstorp       | Sängerin                    | 6            | [ 7 ]  |
| 2     | Elch          | Markus Bailey            | Moderator                   | 6            | [ 7 ]  |
| 3     | Wikinger      | Herman Dahl              | Youtuber                    | 6            | [ 7 ]  |
| 4     | Rabe          | Anne Rimmen              | Moderatorin                 | 5            | [ 8 ]  |
| 5     | Einhorn       | Inger Lise Rypdal        | Sängerin und Schauspielerin | 4            | [ 9 ]  |
| 6     | Pudel         | Mia Gundersen            | Schauspielerin und Sängerin | 3            | [ 10 ] |
| 7     | Vogelscheuche | Trygve Slagsvold Vedum   | Politiker                   | 2            | [ 11 ] |
| 8     | Luchs         | Susann Goksør Bjerkrheim | Handballspielerin           | 1            | [ 6 ]  |

### Staffel 2
Die erste Episode der zweiten Staffel wurde am 6. November 2021 ausgestrahlt. Erneut moderierte Silje Nordnes, während Jan Thomas, Marion Ravn und Nicolay Ramm drei der insgesamt vier Mitglieder des Rateteams darstellten.
| Platz | Kostüm        | Person              | Bekannt als                        | Aus in Folge | Quelle |
| ----- | ------------- | ------------------- | ---------------------------------- | ------------ | ------ |
| 1     | Schneemonster | Didrik Solli-Tangen | Sänger                             | 6            | [ 13 ] |
| 2     | Drache        | Victor Sotberg      | Youtuber und Moderator             | 6            | [ 13 ] |
| 3     | Teddybär      | Ingeborg Walther    | Sängerin                           | 6            | [ 13 ] |
| 4     | Nixe          | Margaret Berger     | Sängerin                           | 5            | [ 14 ] |
| 5     | Nisse         | Abid Raja           | Politiker                          | 4            | [ 15 ] |
| 6     | Meerjungfrau  | Haddy N’jie         | Sängerin und Moderatorin           | 3            | [ 16 ] |
| 7     | Glücksschwein | Christian Ringnes   | Geschäftsmann und Kunstsammler     | 2            | [ 17 ] |
| 8     | Frosch        | Arve Juritzen       | Journalist, Moderator und Verleger | 1            | [ 12 ] |

### Staffel 3
Die erste Episode der dritten Staffel wurde am 15. Oktober 2022 ausgestrahlt. Erneut moderierte Silje Nordnes, während Jan Thomas, Marion Ravn und Nicolay Ramm drei der insgesamt vier Mitglieder des Rateteams darstellten.
| Platz | Kostüm       | Person                  | Bekannt als                | Aus in Folge | Quelle |
| ----- | ------------ | ----------------------- | -------------------------- | ------------ | ------ |
| 1     | Zombie       | Bilal Saab              | Sänger                     | 6            | [ 19 ] |
| 2     | Wolf         | Daniel Kvammen          | Sänger                     | 6            | [ 19 ] |
| 3     | „Rabagasten“ | Øystein Pettersen       | Skilangläufer              | 6            | [ 19 ] |
| 4     | Huldra       | Alexandra Joner         | Sängerin                   | 5            | [ 20 ] |
| 5     | Dandy        | Maud Angelica Behn      | Mitglied der Königsfamilie | 4            | [ 21 ] |
| 6     | Freya        | Ingrid Gjessing Linhave | Moderatorin                | 3            | [ 22 ] |
| 7     | Scheeroboter | Fantorangen             | Puppenfigur                | 2            | [ 23 ] |
| 8     | Hytte        | Birgit Skarstein        | Behindertensportlerin      | 1            | [ 18 ] |

### Staffel 4
Die erste Episode der vierten Staffel wurde am 11. November 2023 ausgestrahlt. Erneut moderierte Silje Nordnes, während Robert Stoltenberg, Marion Ravn und Tete Lidbom das neue Rateteam bildeten.
| Platz | Kostüm         | Person                   | Bekannt als                  | Aus in Folge | Quelle |
| ----- | -------------- | ------------------------ | ---------------------------- | ------------ | ------ |
| 1     | Kätzchen       | Kevin Vågenes            | Komiker                      | 6            | [ 25 ] |
| 2     | „Spirrevippen“ | Linnéa Myhre             | Bloggerin                    | 6            | [ 25 ] |
| 3     | Gespenst       | Charlotte Frogner        | Schauspielerin               | 6            | [ 25 ] |
| 4     | Alien          | Annika Momrak            | Moderatorin                  | 5            | [ 26 ] |
| 5     | Schildkröte    | Christopher Robin Omdahl | YouTuber und Moderator       | 4            | [ 27 ] |
| 6     | Kuh            | Katrine Moholt           | Moderatorin                  | 3            | [ 28 ] |
| 6     | Kuh            | Evelina Moholt           | Tochter von Katrine Moholt   | 3            | [ 28 ] |
| 7     | Ratte          | Mads Hansen              | Fußballspieler und Moderator | 2            | [ 29 ] |
| 8     | Magiker        | Jørn Lier Horst          | Autor                        | 1            | [ 30 ] |

### Staffel 5
Die erste Episode der fünften Staffel wurde am 9. November 2024 ausgestrahlt. Erneut moderierte Silje Nordnes und das Rateteam bestand aus Robert Stoltenberg, Marion Ravn und Tete Lidbom. Erstmals gab es in den sechs Folgen nur sieben Teilnehmende. Das Rateteam erhielt die Möglichkeit, in einer Folge die Maske mit den wenigsten Stimmen vor der Demaskierung zu bewahren. Das Team machte in der vierten Folge von dieser Möglichkeit Gebrauch, als es den Moschusochsen vor der Demaskierung bewahrte.
| Platz | Kostüm        | Person           | Bekannt als                | Aus in Folge | Quelle |
| ----- | ------------- | ---------------- | -------------------------- | ------------ | ------ |
| 1     | Stein         | Kim Wigaard      | Sänger                     | 6            | [ 32 ] |
| 2     | Moschusochse  | Danby Choi       | Redakteur                  | 6            | [ 32 ] |
| 3     | „Gladfisken“  | Tone Damli       | Sängerin                   | 6            | [ 32 ] |
| 4     | Vampir        | Emilie Nereng    | Influencerin und Bloggerin | 5            | [ 31 ] |
| 5     | Essensmonster | Live Nelvik      | Moderatorin                | 3            | [ 33 ] |
| 6     | Professor     | Kristian Ødegård | TV-Produzent und Moderator | 2            | [ 34 ] |
| 7     | Mumie         | Abubakar Hussain | Schauspieler und Komiker   | 1            | [ 35 ] |

## Auszeichnungen
Gullruten
- 2021: „Bestes Unterhaltungsprogramm“[36]
- 2021: „Bestes Grafikdesign“
- 2021: Nominierung in der Kategorie „Bestes Kostüm“[37]
- 2022: Nominierung in der Kategorie „Bester Moderator – Unterhaltung“ für Silje Nordnes
- 2022: Nominierung in der Kategorie „Bestes Unterhaltungsprogramm“[38]
- 2022: Nominierung in der Kategorie „Bestes Lichtdesign“
- 2022: Nominierung in der Kategorie „Beste Kamera – Unterhaltung“[39]
- 2023: Nominierung in der Kategorie „Bestes Unterhaltungsprogramm“[40]